# Улица Комочкова (Чернигов)
Улица Комочкова (укр. Вулиця Комочкова) — улица в Деснянском районе города Чернигова. Пролегает от улицы Александровская до безымянного проезда, исторически сложившаяся местность (район) Александровка.
Нет примыкающих улиц.

## История
Согласно Топографической карте М-36-015, по состоянию местности на 1985 год улица не была проложена.
Цветочная улица переименована, после вхождения села Александровка в состав города Чернигова, для упорядочивания названий улиц, поскольку в Чернигове уже была улица с данным названием в районе Старой Подусовки. 
12 сентября 2003 года получила современное название — в честь советского учёного Михаила Михайловича Комочкова, согласно Решению Черниговского городского совета (городской глава А. В. Соколов) 33 сессии 6 созыва «Про переименование улиц города» («Про перейменування вулиць міста»).

## Застройка
Улица пролегает в юго-западном направлении направлении — параллельно улицам Балицкого и Рапопорта — в сторону улицы Кольцевая. Парная и непарная стороны улицы заняты усадебной застройкой, частично не застроена. 
Учреждения: нет